# Henri Pirenne
Pour les articles homonymes, voir Pirenne.
Henri Pirenne, né le 23 décembre 1862 à Verviers et mort le 24 octobre 1935 à Uccle,, est un historien médiéviste belge. Il est également l'une des grandes figures de la résistance non-violente à l'occupation allemande de la Belgique durant la Première Guerre mondiale.
La réputation de l'historien repose sur trois grandes contributions à l'histoire européenne. La première concerne les origines du Moyen Âge par la formation de nouveaux États et le déplacement du commerce vers le nord. La seconde est une vue distincte de l'histoire médiévale de la Belgique et la troisième un modèle pour le développement de la cité médiévale. Par sa méthode, Henri Pirenne a été considéré comme l'inspirateur de l'école historique française dite École des Annales.

## Biographie

### Jeunesse
Henri Pirenne naît à Verviers le 23 décembre 1862. Il est l'aîné des huit enfants de Lucien-Henri Pirenne, industriel textile, et de Virginie Duesberg (1839-1924). Un de ses frères est le peintre Maurice Pirenne. Il fait ses études moyennes au collège communal (l'actuel Athénée royal). Un des moments importants de ces années d'études a été la lecture d'un poème au roi Léopold II, venu en 1878 à Verviers pour l'inauguration du barrage de la Gileppe.

### Études supérieures
En octobre 1879, il entre à l'Université de Liège où son père souhaite voir son fils aîné devenir ingénieur mais celui-ci, peu doué pour les mathématiques, entreprend des études de droit. Alors étudiant de candidature en philosophie et lettres, il est impressionné par l'érudition et l'éloquence pleine d'idéalisme de Godefroid Kurth. Il suit non seulement les leçons ex cathedra du professeur mais également les cours pratiques que ce dernier organisait chez lui, dans son cabinet de travail. C'est au contact de ce maître que naît sa vocation d'historien. Son père l'autorise à repousser ses études juridiques - qu'il ne reprendra jamais - et à préparer le doctorat en philosophie et lettres : il obtient le grade de docteur le 6 juillet 1883 avec un mémoire intitulé Histoire de la Constitution de la ville de Dinant au Moyen Âge. Avec ce mémoire, il est le lauréat du Concours des Bourses de Voyage qui est décerné par un jury universitaire.
Grâce à cette bourse, Pirenne a l'occasion d'étudier deux ans à l'étranger. Ces années lui permettent de rencontrer des historiens importants et de suivre des formations complémentaires. Il passe l'année académique 1883-1884 en Allemagne, tout d'abord à Leipzig, où il rencontre Georges Cornil et où il suit l'enseignement de Wilhelm Arndt. À Berlin, il va assidûment aux cours et aux séminaires d'Harry Bresslau et de Gustav Schmoller. L'influence de ce dernier est prépondérante et a fait de Pirenne un « historien économiste ». Il est reçu régulièrement chez Georg Waitz, le président des Monumenta Germaniae Historica et l'auteur de la Deutsche Verfassungsgeschichte.
Après l'Allemagne, Henri Pirenne passe l'année académique 1884-1885 à Paris ; il y fréquente l'École pratique des hautes études et l'École des chartes. C'est dans ces deux écoles qu'il reçoit avec le plus grand profit l'enseignement d'Arthur Giry. Son cours de diplomatique aux Chartes, ses cours pratiques aux Hautes Études constituent un précieux complément à la formation que Pirenne a reçue en Allemagne. Il a l'occasion, lors de ces cours pratiques, ces « conférences » où Giry traite d'histoire urbaine, de se familiariser avec le passé des villes des Pays-Bas français.

### Carrière universitaire

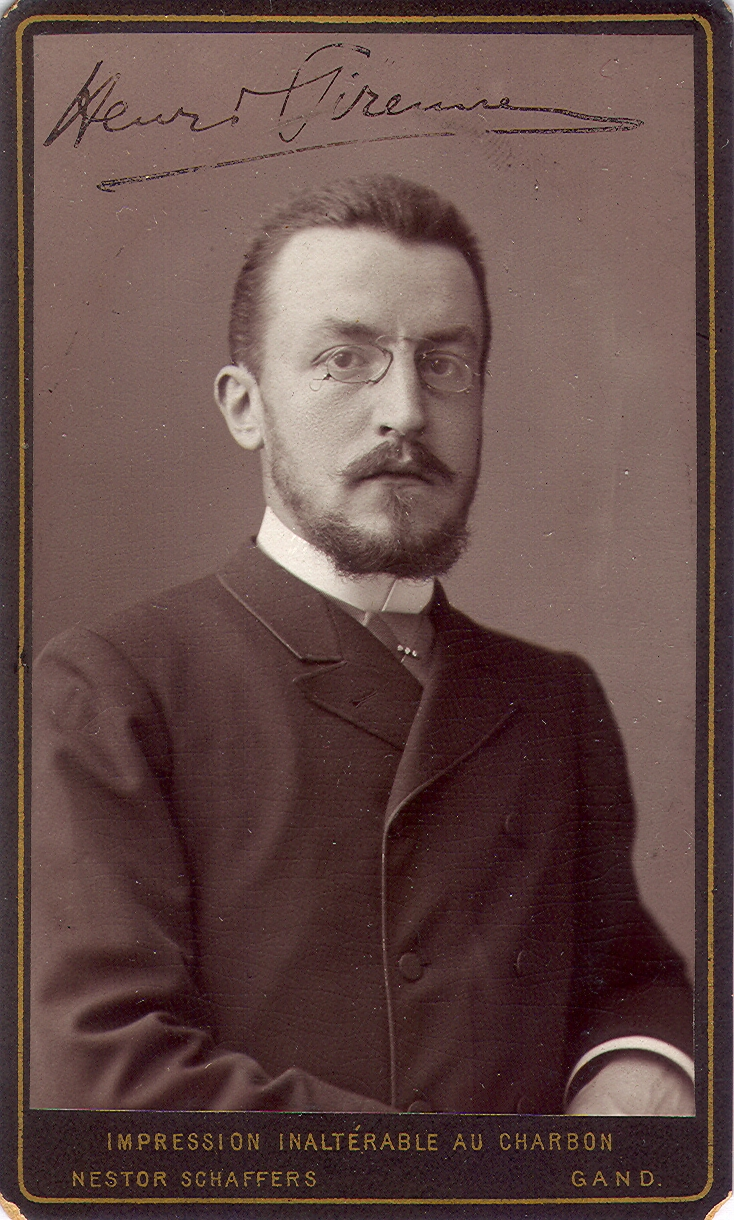
Henri Pirenne (c.1890)

En 1885, il est chargé à vingt-trois ans de créer à l'Université de Liège l'enseignement de la paléographie et de la diplomatique, après des aléas politiques en pleine guerre scolaire. En effet, il aurait pu être nommé dès l'année précédente par le gouvernement libéral Frère-Orban-Van Humbeeck mais celui-ci tombe le 10 juin 1884 et le gouvernement suivant dirigé par les conservateurs Malou-Jacobs-Woeste ne propose pas la nomination au chef de l'État : Pirenne avait le tort d'être libéral. Godefroid Kurth indigné de voir défaite par ses amis politiques « la seule bonne chose qu'eussent faite les libéraux » intervient auprès de Jean-Joseph Thonissen qui est le Ministre de l'Intérieur et de l'Instruction publique du gouvernement Beernaert (également conservateur) pour relancer la nomination d'Henri Pirenne.
En 1886, il est professeur extraordinaire à l'Université de Gand et chargé d'y enseigner l'histoire du Moyen Âge et l'histoire de Belgique et le restera jusqu'en 1930 à l'exception des années 1916 à 1918, pendant la Première Guerre mondiale, où il est captif en Allemagne.
À la fin de la guerre, Henri Pirenne cesse le travail sur son Histoire de l'Europe au milieu du XVIe siècle. À sa mort, en 1935, son fils Jacques Henri Pirenne, qui a survécu à la guerre, est devenu lui-même historien et découvre le manuscrit de l'Histoire de l'Europe. Il l'édite en insérant entre parenthèses les dates dont son père n'était pas sûr et il écrit une préface expliquant la genèse de l'ouvrage.
Lors de la flamandisation de l'Université de Gand en 1930, Henri Pirenne, ne parlant pas le néerlandais, dut céder son poste de professeur d'histoire. En 1933, il fut le premier lauréat du prix Francqui.

### Résistant à l'occupation de la Belgique de 1914 à 1916
Henri Pirenne a été le premier président de l'Union académique internationale, fondée en 1919 et dont le siège se trouve à Bruxelles.
La manière dont Pirenne a participé à la résistance en Belgique n'est pas connue. Ce que l'on sait, c'est que Pirenne fut interrogé par l'occupant allemand le 18 mars 1916 et que cela fut suivi de son arrestation. L'armée d'occupation avait ordonné que les professeurs en grève à l'université de Gand continuent d'enseigner. Pierre, le fils d'Henri Pirenne a été tué au combat à la Bataille de l'Yser en 1914. Alors qu'il est interrogé, l'officier allemand demande à Pirenne pourquoi il persiste à répondre en français alors qu'il parle un excellent allemand et qu'il a fait des études doctorales à Leipzig et Berlin. Pirenne répond : « J'ai oublié l'allemand depuis le 3 août 1914 », date de l'invasion allemande.

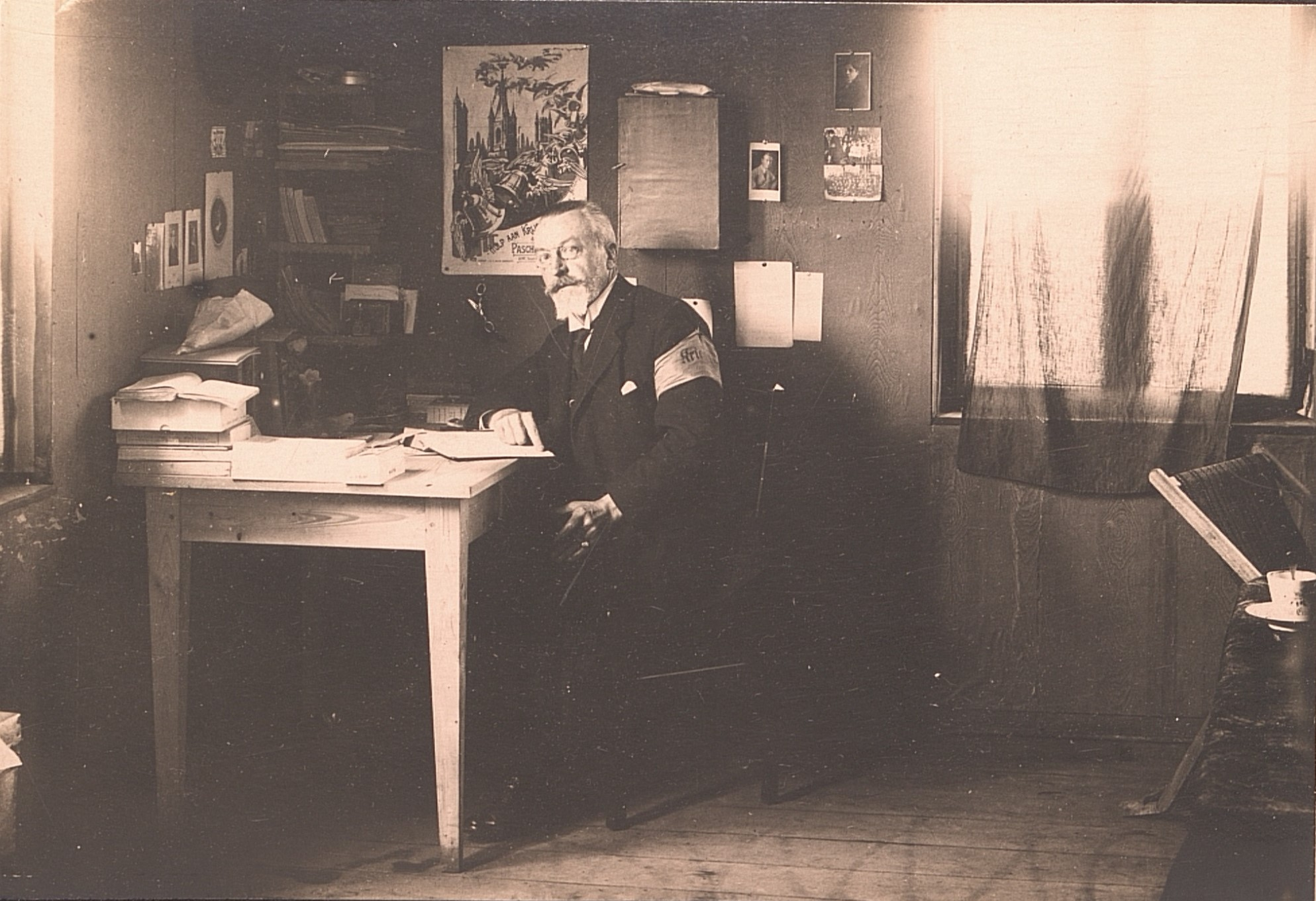
Henri Pirenne, dans sa chambre du camp de Holzminden, 1916.

Henri Pirenne est emprisonné à Crefeld, puis à Holzminden et à Iéna où il est interné le 24 août 1916 et enfin à Creuzburg du 28 janvier 1917 jusqu'à la fin de la guerre en Allemagne (mars 1916-novembre 1918). On lui refuse des livres mais il apprend le russe avec un officier russe capturé au Front de l'Est et lit par la suite des livres d'histoire russe que lui donnent des prisonniers russes. Cela donne à l'œuvre de Pirenne une perspective unique. À Iéna, il entreprend d'écrire son Histoire de l'Europe médiévale qui commence à la chute de Rome. Il écrit tout de mémoire. Plutôt qu'une chronologie période-par-période de guerres, dynasties et événements, son Histoire de l'Europe présente une approche globale avec des tendances sociales, politiques et commerciales. L'œuvre est remarquable non seulement par son intuition historique mais aussi par son objectivité, surtout si l'on considère les conditions dans lesquelles elle fut écrite.

## Contributions à l'histoire du Moyen Âge

### Formation du Moyen Âge
Il existe selon Henri Pirenne un rapport étroit entre l'expansion de l'Islam - conquête arabe - et la formation du Moyen Âge occidental.
En 1922, il écrit sur le sujet un article, « Mahomet et Charlemagne » dans la Revue belge de philologie et d'histoire qui aura un certain retentissement. L'article se conclut par ces mots : « Sans l'islam, l'Empire franc n'aurait sans doute jamais existé, et Charlemagne sans Mahomet serait inconcevable ». Dès lors, il va enchaîner articles, colloques et conférences pour appuyer sa thèse, mais n'écrira que tardivement, peu avant sa mort en 1935, son ouvrage synthétisant toutes ses recherches et portant le titre de son premier article. Le livre aura une publication posthume, en 1937.
Dans cette thèse sur les origines, il développe deux idées principales : 
- Une continuation de la civilisation méditerranéenne après les invasions germaniques ; les peuples dits « barbares » se romanisent tant que la Méditerranée a pu jouer son rôle d'unité politico-économique et culturelle. L'Empire romain fondé sur une structure de cités et dont le commerce est centré sur la Méditerranée est donc peu touché par les invasions barbares du Ve siècle. La culture romaine peut se maintenir au bord de la Méditerranée, le rayonnement de Constantinople prenant le relais de Rome.
- La conquête musulmane en Afrique du Nord, en Occident (Espagne, Corse, Sardaigne et sud de l'Italie) et en Orient rompt l'unité méditerranéenne, sépare l'Orient de l'Occident. La Méditerranée occidentale n'est plus un lieu d'échange entre Europe, Afrique et Orient mais devient un lac musulman[6]. L'Occident est alors obligé de vivre en vase clos, le pouvoir politique remonte vers le nord de l'Europe occidentale, l'État franc va se développer et une économie purement terrienne va naître.

Henri Pirenne se consacra aussi à d'autres sujets médiévistes, écrivant ainsi en 1926, un livre sur la formation des Villes au Moyen Âge.
Les historiens ont longtemps débattu de la thèse de Pirenne. Aujourd'hui, si on reconnait que la conquête arabe et l'expansion de l'Islam réduisit l'influence de l'Empire romain d'Orient, les raisons d'un basculement vers le nord de l'économie par l'arrivée de l'Islam est beaucoup plus discutée. Ainsi en 1969, Jacques Le Goff et Jean-Noël Biraben avancent l'hypothèse que la peste qui ravagea les ports de Méditerranée et les villes du sud de la Chrétienté ont joué un plus grand rôle dans ce processus. De plus, les contacts commerciaux en Méditerranée ne cessèrent jamais. Les historiens avancent aussi comme cause du développement de l'Occident médiéval une paix relative, une cohésion religieuse et une période climatique favorable. Pour Lucie Malbos, il faut dépasser la logique Nord-Sud de ses thèses sans nier le dynamisme du bassin des mers nordiques, mais de le reconsidérer à la lumière des échanges et liens qui ont perduré avec la région méditerranéenne.

### Histoire de la Belgique
Henri Pirenne fut considéré comme le maître incontesté de l'école historique belge. Il développa le concept novateur de « civilisation nationale », qui remplaça les conceptions sur le caractère national belge qui avaient cours au XIXe siècle. Les théories de Pirenne connurent un grand succès parmi les historiens, mais furent peu vulgarisées. Dans le domaine de l'histoire de Belgique, ses œuvres principales sont son Histoire de Belgique en sept volumes parus entre 1900 et 1932 et La Belgique et la Guerre mondiale, parue en 1928. Elles se caractérisent par un style sobre et didactique, qui se garde de verser dans le patriotisme. Ses théories avancent que la Belgique trouve son origine vers la fin du Moyen Âge. Il tente de dégager à cette période des faits qu'il distingue comme menant au détachement du comté de Flandre de la France et de la Lotharingie de l'Allemagne. Sa thèse est que les ducs de Bourgogne, quand ils ont réuni sous leur sceptre les différentes principautés des Pays-Bas, n'ont fait que recueillir le fruit d'une longue évolution et que la région possédait déjà une civilisation commune, avec des traits culturels et économiques communs. L'unité nationale aurait donc selon lui précédé l'unité de gouvernement. Cette « civilisation nationale » se manifesterait par les traits suivants : absence de luttes de races entre Flamands et Wallons, fusion des civilisations française et germanique, pouvoir des villes, luttes sociales au sein de celles-ci. Sur le plan économique, Pirenne souligne l'importance de divers traités conclus entre les principautés à partir du XIIIe siècle. Cette civilisation aurait été propre aux Pays-Bas méridionaux, y compris la principauté de Liège, qui selon Pirenne ne se distingua des autres principautés belges qu'à partir du XVe siècle, principalement à cause de l'esprit d'indépendance de ses bourgeoisies urbaines. On peut y ajouter que cet esprit se manifeste dans la persistance des États généraux établis à l'époque des ducs de Bourgogne et qui survivront avec persistance aux dominations de princes étrangers et à la scission avec les États du nord des Pays-Bas, patronnant même des mouvements de révolte, comme lors de l'Union de Bruxelles en 1577 jusqu'à la proclamation des États belgiques unis en 1789. D'autre part, Pirenne exclut implicitement de sa thèse la Hollande et la Zélande. Cette théorie de la « civilisation nationale » est aujourd'hui la « partie morte » de l'œuvre d'Henri Pirenne selon Jean Stengers.
Henri Pirenne a affirmé devant le Congrès wallon de 1905 que « les Wallons à proprement parler, n'ont pas d'histoire. Il n'y a pas davantage, d'ailleurs, d'histoire des Flamands car la frontière linguistique n'a jamais été une frontière politique, culturelle ou économique ».
En Wallonie, on a souvent reproché à Pirenne d'avoir donné une place prépondérante à la Flandre et d'avoir négligé la Wallonie et en particulier l'histoire de la principauté de Liège. Dès 1899, Godefroid Kurth, après avoir fait une critique élogieuse du tome 1 de l'Histoire de Belgique, émettra cependant une réserve : il reproche à Pirenne de ne pas avoir « tenu la balance égale entre les diverses régions ». Dans une lettre à Kurth, Pirenne expliquera que s'il avait fait la part belle à la Flandre c'est parce qu'il y avait découvert les traits les plus caractéristiques de la « civilisation nationale » belge qu'il désirait mettre en évidence.
Henri Pirenne soutint également que la francisation de la bourgeoisie flamande remontait au XIIIe siècle. Simplifiée, sa thèse a été utilisée politiquement pour défendre la place du français en Flandre, notamment par son fils Jacques Pirenne.
L’Académie française lui décerne le prix Jean-Reynaud en 1919 pour sa Bibliographie de l’Histoire de la Belgique.

### Développement des cités médiévales
À l'époque où Henri Pirenne commence ses recherches, les études sur l'origine des villes médiévales foisonnent en Allemagne, nourries aux mamelles de l'histoire institutionnelle et de l'histoire économique (Georg Waitz, Léopold Auguste Warnkoenig, Karl Lamprecht, Theodor Inama von Sternegg, Richard Schröder, Rudolph Sohm, Karl Wilhelm Nitzsch, Georg von Below, etc.). En France, les études sont plus rares, même si quelques historiens comme Jacques Flach et Arthur Giry cherchent à éclairer cette question. Pirenne a visiblement été très marqué par la science allemande lors de son séjour d'études en Allemagne, et dans les années 1890, il s'efforce, à travers plusieurs articles publiés dans la Revue historique, de faire connaître aux chercheurs francophones les avancées des historiens allemands relativement à l'essor des villes médiévales. Il passe ainsi en revue les différentes théories qui se sont succédé en Allemagne pour expliquer l'origine des villes : permanence des institutions urbaines de l'époque romaine ; thèse des privilèges ottoniens ; théorie du droit domanial ; théorie du droit du marché.
Pirenne, quant à lui, aborde le problème différemment, puisqu'il refuse de voir l'origine des villes médiévales dans telle ou telle forme du droit, ou dans la permanence d'institutions antérieures. C'est, selon lui, la géographie qui en explique l'essor : « on peut dire que la formation des villes médiévales est due à des causes purement naturelles et qu’elle s’explique non par l’histoire politique, mais par la géographie ». Les villes les mieux situées, les mieux reliées par voies d'eau et de terre, ont été fréquentées plus tôt et plus intensément par les marchands. Pirenne accorde ainsi une grande importance aux appellations de portus et d'emporium qui, dans les premiers temps de l'essor des villes médiévales, sont les termes les plus fréquemment utilisés pour les désigner. Ils traduisent selon lui le primat de la géographie et du commerce, puisqu'ils participent du lexique du commerce, et renvoient à un lieu où s'effectuent des transactions et des échanges. Ce serait ainsi la nécessité de protéger les marchands et les échanges commerciaux prenant place dans ces portus et ces emporia qui aurait fait émerger les institutions urbaines : « Les villes sont nées spontanément sous l’action des causes économiques qu’a suscitées en Europe la renaissance du commerce et de l’industrie ».

## Postérité
Par sa méthode, Henri Pirenne a été considéré comme l'inspirateur de l'école historique française dite École des Annales. Jacques Le Goff écrit : « pour les fondateurs des Annales il s'agissait de retrouver la synthèse historique et la perspective comparatiste, admirant la façon dont Henri Pirenne en avait parlé dans sa Méthode comparative en histoire au Ve congrès international des sciences historiques, le 9 avril 1923 ».

## Œuvres
- « Sedulius de Liège », dans Mémoires couronnés et autres mémoires publiés par l'Académie royale des sciences, des lettres et des beaux-arts de Belgique, t. XXXIII, Bruxelles, F. Hayez, septembre 1882 (lire en ligne).
- Histoire de la constitution de la ville de Dinant au Moyen-Âge, Gand, Van Goethem, coll. « Université de Gand. Recueil de travaux publiés par la Faculté de philosophie et lettres » (no 2), 1889 (lire en ligne), p. 119.
- Histoire du meurtre de Charles le Bon comte de Flandre 1127-1128 par Galbert de Bruges, Paris : A. Picard, 1891 (lire en ligne).
- Histoire de Belgique
  - Maurice Lamertin, Bruxelles, 1900-1931 (et rééditions), 7 volumes, 3560 pages [lire en ligne].
    - Histoire de Belgique, t. I : Des origines au commencement du XIVe siècle, Bruxelles, Henri Lamertin, 1929, 5e éd. (1re éd. 1900), 472 p. (lire en ligne).
    - Histoire de Belgique, t. II : Du commencement du XIVe siècle à la mort de Charles le Téméraire, Bruxelles, Henri Lamertin, 1922, 3e éd. (1re éd. 1902), 472 p. (lire en ligne).
    - Histoire de Belgique, t. III : De la mort de Charles le Téméraire à l'arrivée du duc d'Albe dans les Pays-Bas (1567), Bruxelles, Henri Lamertin, 1923, 3e éd. (1re éd. 1907), 472 p. (lire en ligne).
    - Histoire de Belgique, t. IV : La révolution politique et religieuse, le règne d'Albert et d'Isabelle, le régime espagnol jusqu'à la paix de Munster, Bruxelles, Henri Lamertin, 1927, 3e éd. (1re éd. 1911), 472 p. (lire en ligne).
    - Histoire de Belgique, t. V : La fin du régime espagnol, le régime autrichien, la révolution brabançonne et la révolution liégeoise, Bruxelles, Henri Lamertin, 1926, 2e éd. (1re éd. 1920), 472 p. (lire en ligne).
    - Histoire de Belgique, t. VI : La conquête Française, le Consulat et l'Empire, le royaume des Pays-Bas, la révolution belge, Bruxelles, Henri Lamertin, 1926, 2e éd. (1re éd. 1926), 472 p. (lire en ligne).
    - Histoire de Belgique, t. VII : De la révolution de 1830 à la guerre de 1914, Bruxelles, Henri Lamertin, 1948, 2e éd. (1re éd. 1931), 472 p. (lire en ligne).

  - La Renaissance du Livre, Bruxelles, 1948-1952, 4 volumes illustrés (illustrations recueillies par Frans Schauwers et Jacques Paquet ; histoire de la Première Guerre mondiale incluse), 26 x 33 cm, 2100 pages.
  - La Renaissance du Livre, Bruxelles, 1972-1975, 5 + 1 volumes.
- Les anciennes démocraties des Pays-Bas, Flammarion, Bibliothèque de philosophie scientifique, 1910 [lire en ligne].
- Souvenirs de captivité en Allemagne (Mars 1916-Novembre 1918), Bruxelles, Librairie Maurice Lamertin, Collection du Flambeau, 1920.
- Les villes du Moyen Âge, essai d’histoire économique et sociale, Bruxelles, Lamertin, 1927.
- La fin du moyen âge. Tome I. La désagrégation du monde médiéval (1285-1453). Les Presses universitaires de France, Paris, 1931, 570 pages. En libre accès dans Les Classiques des sciences sociales.
- La fin du moyen âge. Tome II. L’annonce des temps nouveaux (1453-1492). Les Presses Universitaires de France, Paris, 1931, 324 pages. En libre accès dans Les Classiques des sciences sociales.
- Histoire de l'Europe des invasions au XVIe siècle, Paris, Alcan, 1936 ; réédition avec illustrations, cartes et index, Bécherel, Éditions Les Perséides, 2011.
- Mahomet et Charlemagne, Paris, PUF, 1937, 207 p. (DOI 10.1522/cla.pih.mah).
- Les villes et les institutions urbaines, Alcan, 1939.

## Distinctions
- Grand officier de l'ordre de Léopold (1921)
- Grand-croix de l'ordre de la Couronne
- Grand-croix de l'ordre d'Alphonse XII d'Espagne
- Commandeur de la Légion d'honneur[20]